# 094型原子力潜水艦
094型原子力潜水艦は、中国人民解放軍海軍が運用する原子力弾道ミサイル潜水艦。NATOコードネームは晋王朝に因んで晋級（Jin Class）。

## 建造
093型原子力潜水艦（商級）の船体を延長し潜水艦発射弾道ミサイル(SLBM)を搭載した潜水艦であり、旧式かつ1隻の建造に留まった092型原子力潜水艦に代わり、核抑止力確保のための弾道ミサイル搭載原子力潜水艦である。
2001年に遼寧省の葫蘆島造船所で建造が始まり、1番艦は2007年に就役した。2014年2月には、海南島の亜竜湾海軍基地（楡林海軍基地）に3隻の094型原子力潜水艦が結集していることが報道され、2016年までに4番艦、2022年までに6番艦が就役したとされている。
中国共産党系の英字ニュース「グローバルタイムズ」は2020年4月22日、094型原子力潜水艦（晋級）とみられる「新たな戦略原子力潜水艦」が最近就役したことを明らかにした。
米国防総省は、2020年9月1日に発表した中国の軍事力についての年次報告書「2020 China Military Power Report」の中で、094型原子力潜水艦（SSBN）4隻をすでに運用し、新たに2隻が各種装備などを船体に取り付ける艤装中と指摘した。さらに、同報告書は中国海軍が2030年までに094型と、現在開発中の最新の096型原子力潜水艦（唐級）を合わせてSSBN8隻を保有する可能性があると指摘した。
2021年11月29日、台湾海峡で潜水艦が浮上航行している姿が衛星画像から発見された。潜水艦の専門家は、浮上した潜水艦が094型原子力潜水艦であるとの見方を示した。

## 設計

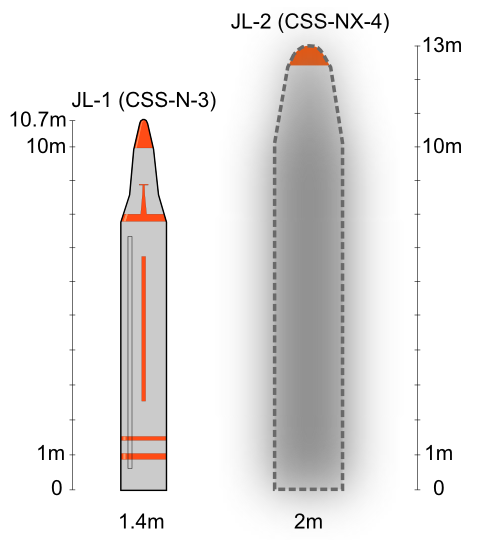
JL-1とJL-2の比較画像

094型原子力潜水艦は12基のJL-2「巨浪二型」SLBM（射程6,000km以上）を運用可能で、生残性と即応性が大幅に向上したとされている。JL-2の最初の試射は、ゴルフ級通常動力潜水艦によって2002年8月に行われた。これは水中発射で到達射程は6,000kmであった。2回目の試射は2003年に、3回目の試射は2004年8月に実施された。
1番艦は2007年に就役したが、SLBMの戦力化は2014年まで遅れ核抑止パトロールは2015年12月に開始された。094B型では、改良型のJL-2A（射程8,000km以上）を搭載するとされている。
アメリカ海軍では094型の静粛性は高くないと推測しており、秘匿性に問題があるとしているが、原型の094型は1番艦・2番艦のみで、3-5番艦は改良型の094A型、6番艦は094B型と区別されている。094B型はセイルの形状を改良し、水中航走時の雑音を低減したとされている。

## 比較表
|          |            | 955型（ボレイ型）          | 094型（晋級）       | ル・トリオンファン級              | ヴァンガード級      | オハイオ級             |
| -------- | ---------- | -------------------------- | ------------------- | --------------------------------- | ------------------- | ---------------------- |
| 船体     | 水中排水量 | 24,000 t                   | 12,000 t            | 14,335 t                          | 15,900 t            | 18,750 t               |
| 船体     | 全長       | 170 m                      | 135 m               | 138 m                             | 149.9 m             | 170.67 m               |
| 船体     | 全幅       | 13.5 m                     | 12.5 m              | 12.5 m                            | 12.8 m              | 12.8 m                 |
| 船体     | 吃水       | 9.0 m                      | 不明                | 12.5 m                            | 12 m                | 11.1 m                 |
| 主機     | 機関       | 原子炉+蒸気タービン+発電機 | 不明                | 原子炉+蒸気タービン+発電機+電動機 | 原子炉+蒸気タービン | 原子炉+蒸気タービン    |
| 主機     | 方式       | ギアード・タービン         | 不明                | ターボ・エレクトリック            | ギアード・タービン  | ギアード・タービン     |
| 主機     | 出力       | 不明                       | 不明                | 41,500 hp                         | 27,500 shp          | 60,000 shp             |
| 主機     | 水中速力   | 25 kt                      | 20 kt以上           | 25 kt                             | 25 kt               | 24 kt（推定）          |
| 兵装     | 水雷       | 533mm魚雷発射管×6門        | 533mm魚雷発射管×6門 | 533mm魚雷発射管×4門               | 533mm魚雷発射管×4門 | 533mm魚雷発射管×4門    |
| 兵装     | SLBM       | 3M14×16基                  | JL-2×12基           | M51×16基                          | トライデントD5×16基 | トライデントC4/D5×24基 |
| 同型艦数 | 同型艦数   | 14隻予定                   | 8隻予定             | 4隻                               | 4隻                 | 18隻                   |

## 同型艦
| 建造順序 | 艦番号 | 造船所     | 艦名   | 就役          | 配備先   |
| -------- | ------ | ---------- | ------ | ------------- | -------- |
| 1番艦    | 411    | 渤海造船所 | 長征09 | 2007年        | 南海艦隊 |
| 2番艦    | 413    | 渤海造船所 | 長征11 | 2009年        | 南海艦隊 |
| 3番艦    | 412    | 渤海造船所 | 長征10 | 2011年        | 南海艦隊 |
| 4番艦    | 414    | 渤海造船所 | 長征12 | 2012年        | 南海艦隊 |
| 5番艦    | 420    | 渤海造船所 | 不明   | 2020年        | 南海艦隊 |
| 6番艦    | 421    | 渤海造船所 | 長征18 | 2021年4月23日 | 南海艦隊 |

## 画像流出事件
2007年にアメリカの商用人工衛星により、大連市と葫芦島市で停泊中の094型が撮影された。また、同年、至近距離から撮影した画像が中国語系の匿名掲示板に投稿された。この写真の画像解析により、弾道ミサイル区画の挿入により全長が20mほど延長されていること、弾道ミサイル搭載数は当初推定されていた16基でなく12基であることなどが判明した。